# Haimberg bei Mittelrode
Koordinaten: 50° 32′ 40″ N, 9° 36′ 17″ O
Das Naturschutzgebiet Haimberg bei Mittelrode liegt auf dem Gebiet der Stadt Fulda im osthessischen Landkreis Fulda.
Das Gebiet erstreckt sich nördlich von Mittelrode und  westlich von Haimbach – beide Stadtteile von Fulda. Östlich des Gebietes verläuft die Landesstraße L 3418, südlich die L 3139, westlich die Kreisstraße K 107 und nördlich die K 110, südlich fließt die Saurode, ein linker Nebenfluss der Giesel.

## Bedeutung
Das 67,2 ha große Gebiet steht seit dem Jahr 1990 unter der Kennung 1631023 unter Naturschutz.